# Odinia maculata
Odinia maculata is een vliegensoort uit de familie van de Odiniidae. De wetenschappelijke naam van de soort is voor het eerst geldig gepubliceerd in 1830 door Johann Wilhelm Meigen.